# Défense de Paysandú
L’épisode dit de la « défense de Paysandú » fait référence aux combats livrés lors de la prise de Paysandú par le colorado Venancio Flores avec le soutien militaire du Brésil et la neutralité bienveillante du président argentin Bartolomé Mitre. Les défenseurs de la place, en infériorité numérique et mal armés, opposèrent une héroïque résistance sous le commandement de Leandro Gómez entre le 2 décembre 1864 et le 2 janvier 1865.

## La «Cruzada Libertadora» de Flores
L’Uruguay connut une période d’instabilité politique au lendemain de la Grande Guerre. Pourtant, le moment semblait propice à une réconciliation des Orientaux. Le traité du 8 octobre 1851 – la « paix d’octobre », qui mettait fin au conflit – stipulait qu’il n’y avait « ni vaincus, ni vainqueurs ». Les présidents de l’après-guerre (Juan Francisco Giró, Gabriel Antonio Pereira et Bernardo Prudencio Berro) essayèrent de mettre en œuvre une « politique de fusion » consistant à créer une nouvelle formation politique pour rassembler tous les Uruguayens et affaiblir les responsables des divisions orientales : les caudillos et les deux partis traditionnels (les partis blanco et colorado). Mais les haines avaient profondément imprégné les esprits et les luttes fratricides entre blancos et colorados reprirent : les mutineries et les soulèvements se multiplièrent durant les années 1850-1860. 

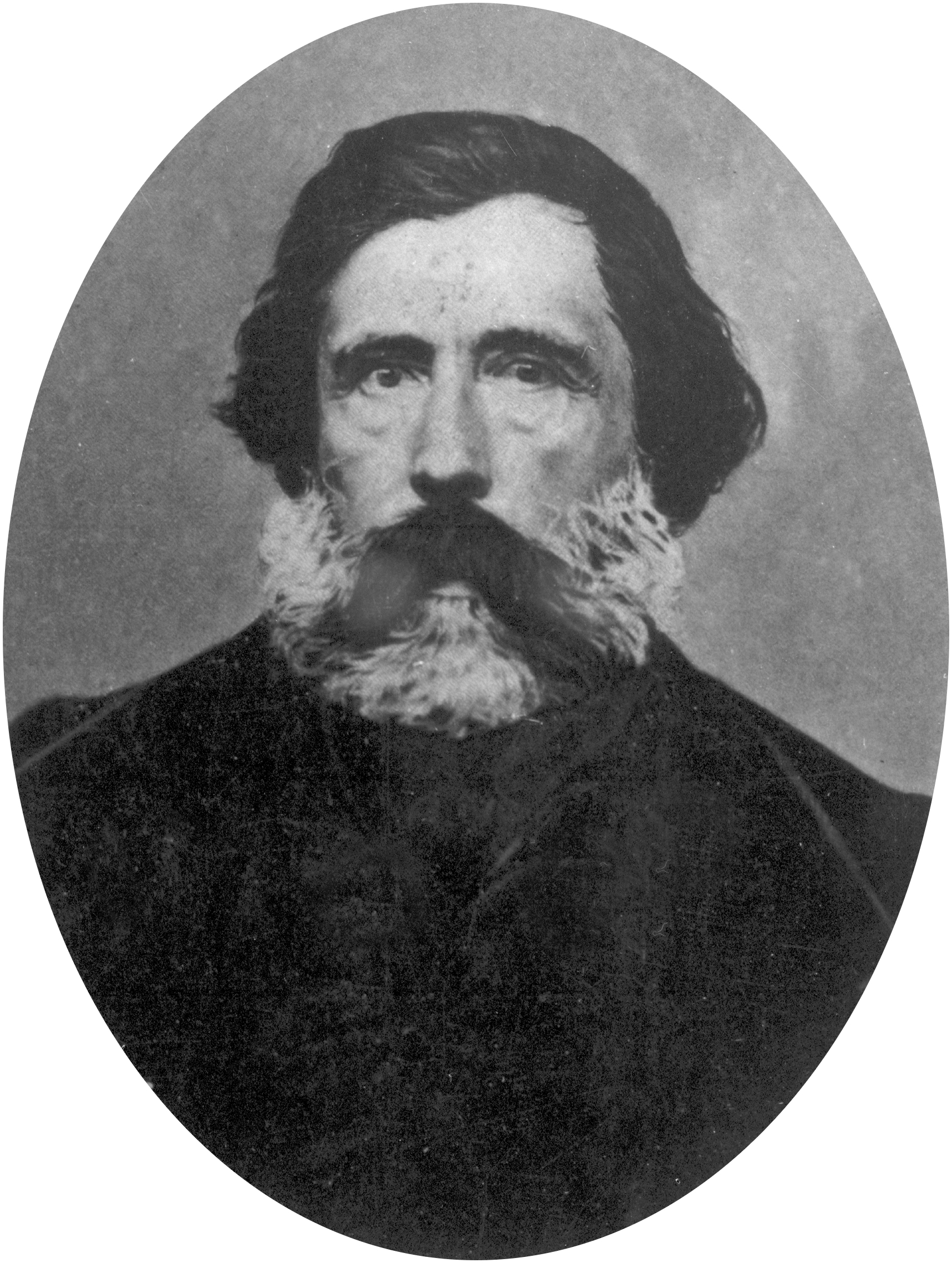
Venancio Flores.

C’est dans ce contexte que le caudillo colorado Venancio Flores organisa un soulèvement – qu’il nomma « Cruzada Libertadora » – pour renverser le gouvernement légal du président Berro, un blanco modéré à l’origine et défenseur par la suite de la « politique de fusion ». Il voulait, affirmait-il, venger les victimes de Quinteros (exécution de 152 insurgés colorados sous la présidence Pereira, en 1858) et défendre les droits de l’Église (exil du vicaire apostolique Jacinto Vera et sécularisation des cimetières, à la suite d'un différend entre le prélat et le président Berro).
Flores bénéficiait de l’appui, officieux dans un premier temps, de l’Argentine et de l’empire du Brésil. En effet les deux puissances, dans un contexte de tensions croissantes avec le Paraguay, craignaient un rapprochement de Berro et du président paraguayen Francisco Solano López. Par ailleurs, le président argentin Bartolomé Mitre voyait d’un mauvais œil l’alliance des blancos et de ses ennemis internes, les fédéralistes. Quant aux autorités brésiliennes, elles appuyèrent également le soulèvement colorado au nom des intérêts des éleveurs riograndenses résidant en Uruguay. Nombreux au nord du Rio Negro, ils se plaignaient de violences à leur égard et des mesures prises par le président Berro (interdiction de la main d’œuvre servile, contrôle du bétail exporté vers le Brésil...). Pedro II ne pouvait ignorer le problème, d’autant que le porte-parole des éleveurs – l’influent Souza Netto, l’un des chefs de la révolution des farrapos entre 1835 et 1845 – laissait planer le risque d’une sécession du Rio Grande do Sul en l’absence de réaction impériale.
Finalement, Venancio Flores – accompagné de trois compagnons – quitta Buenos-Aires le 19 avril 1863 et  débarqua au lieu-dit Rincón de las Gallinas (actuel département de Río Negro) en Uruguay. Il se dirigea aussitôt vers le nord où il reçut des renforts, essentiellement argentins et brésiliens (des troupes en provenance du Rio Grande do Sul). À la tête d’une armée jamais supérieure à deux mille hommes, il parcourut la campagne en évitant les combats frontaux sauf lorsqu’ils étaient inévitables. La mobilité et la rapidité de sa cavalerie lui permirent de mener des opérations de guérilla, qui gênèrent les armées gouvernementales bien équipées, mais lentes et inefficaces. Finalement, les insurgés contrôlèrent la campagne, se permettant même de menacer Montevideo à deux reprises. 
À partir de mai 1864, Rio de Janeiro et Buenos Aires menèrent d’intenses tractations diplomatiques pour  officiellement mettre fin à la guerre civile en Uruguay. Mais en réalité leur préférence allait à Flores, qui ne manquerait pas de les soutenir en cas de conflit avec le Paraguay. Finalement, l’échec des négociations entraîna une internationalisation de la question orientale : le Brésil appuya ouvertement Florès, alors que le président Mitre – qui affichait une neutralité à laquelle personne ne croyait – soutint les insurgés en sous-main.  Profitant de l’invasion de l’Uruguay par les troupes impériales, Flores passa à l’action. Il s’empara de Florida en août puis de Salto en novembre, avant de se diriger vers la ville stratégique de Paysandú, un port primordial pour le gouvernement et une entrée possible à l’ouest du territoire oriental pour ses alliés (les fédéralistes argentins et le Paraguay du président Francisco Solano López).

## Le siège de Paysandú
Flores avait déjà assiégé sans succès la ville en janvier et en septembre. Mais cette fois, la victoire semblait à portée de main. Il dirigeait une armée d’un peu plus de 3 000 hommes bien équipés, auxquels se joignirent 500  Riograndenses sous les ordres de Souza Netto puis, plus tard, 600 éléments de la marine brésilienne. Surtout, il bénéficiait de l’appui de l’escadre brésilienne de l’amiral Tamandaré qui contrôlait le fleuve Uruguay, bloquait le port de Paysandú et offrait une importante puissance de feu.

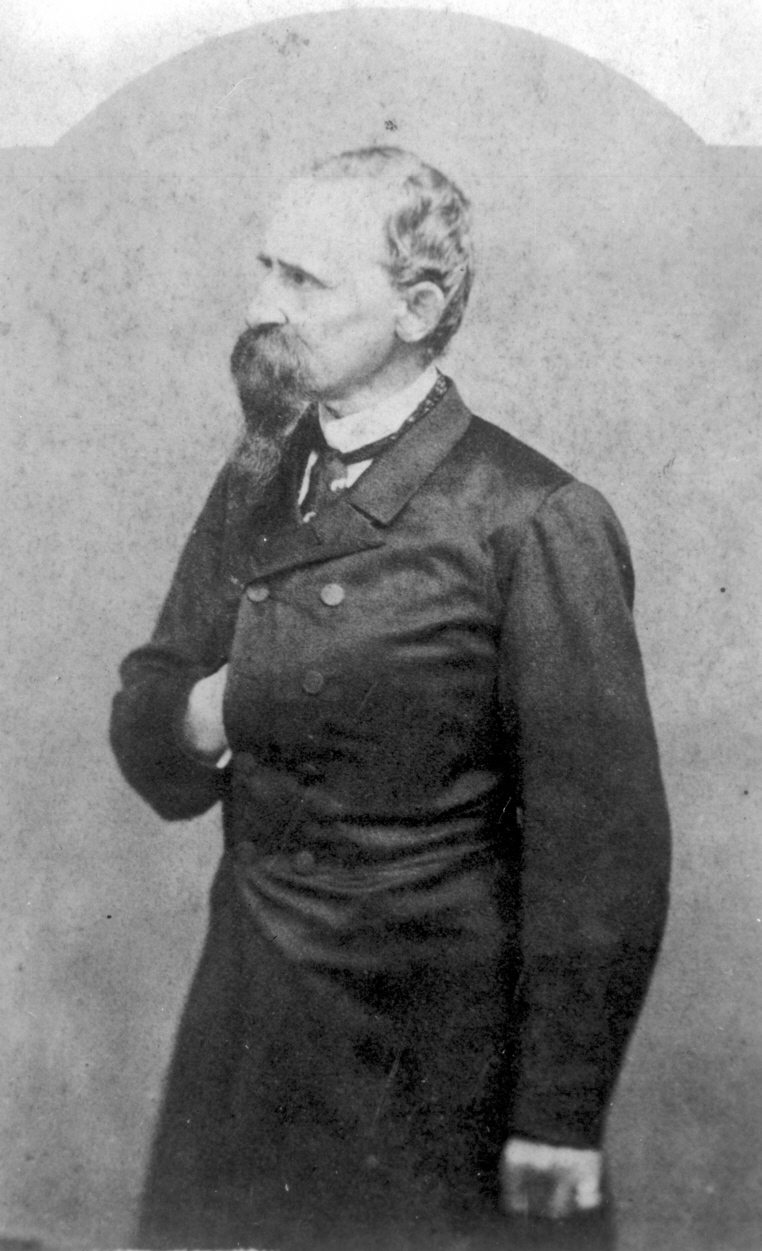
Leandro Gómez.

Quant au commandant de Paysandú – Leandro Gómez –, il dirigeait une garnison d’environ 1 080 hommes. Cette force comptait des miliciens, une unité de cavalerie sous les ordres du colonel Lucas Píriz, un détachement en provenance de Salto et un autre de Soriano, une centaine de sanduceros et, enfin, quelques fédéralistes argentins. Les défenseurs de la cité étaient mal armés ; ils disposaient seulement de vieux fusils, de quelques canons de faible portée et de munitions insuffisantes. Enfin, ils ne pouvaient compter sur aucune aide immédiate : les navires étrangers présents dans le port restèrent neutres, le gouvernement se contenta de déclarations et les alliés des blancos – les Paraguayens et Justo José de Urquiza, le chef des fédéralistes argentins – n’intervinrent jamais. 
Les troupes de Flores se présentèrent devant la ville le 1er décembre 1864 et le siège débuta le lendemain. En l’absence de murailles, Leandro Gómez concentra ses forces dans un quadrilatère formé de plusieurs pâtés de maisons, de la Plaza Libertad (l'actuelle Plaza  Constitución) où se trouvait le quartier général et de la Iglesia Nueva (l’actuelle basilique Nuestra Señora del Rosario). On creusa des tranchées et des fossés, on pratiqua des meurtrières dans les murs des maisons et on construisit des ouvrages de défense, notamment une tour d’observation au sud-est de la place principale. Baptisée El Baluarte de la Ley, cette tour d’environ 8 mètres de haut possédait une rampe d’accès qui permit l’installation à son sommet de trois canons. Enfin, Leandro Gómez divisa les défenseurs en quatre compagnies (Est, Ouest, Nord et Sud) avec pour chefs respectifs le colonel Emilio Raña, Pedro Ribero, le commandant Federico Aberastury et le colonel Tristan Azambuya. Tous étaient sous la supervision directe de son bras droit, le colonel Lucas Píriz.
Le 3, Flores adressa un ultimatum au commandant de la place : il exigeait une reddition dans un délai de 24 heures contre la promesse de vie sauve pour les assiégés et l’autorisation de quitter les lieux. Pour toute réponse, Leandro Gómez se contenta de griffonner un laconique « Une fois mort » (« Cuando sucumba ») sur la demande de Flores, de signer et de renvoyer le tout.
Finalement, l’attaque de la cité débuta le 6 décembre : l’escadre de Tamandaré entreprit un intense bombardement, alors que d’importantes forces terrestres convergeaient vers la ville. Mais les défenseurs, dont une centaine fut mise hors d’état de combattre, repoussèrent les assaillants. Les bombardements continuèrent les jours suivants. Profitant d’une pause le 8, le commandant d’une canonnière française proposa sa médiation pour négocier une capitulation honorable, mais Leandro Gómez et son état-major déclinèrent l’offre. 

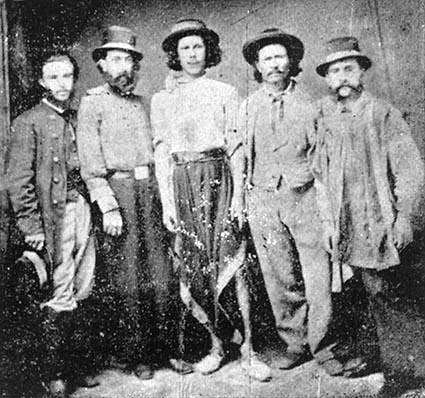
Capitaines de la garnison de Paysandú (décembre 1864) : Pedro, Máximo et Rafael Rivero, Lidoro Sierra, García.

Le 9 décembre, une trêve permit l’évacuation des enfants, de la plupart des femmes, des étrangers encore présents et de quatre défenseurs. Ils trouvèrent refuge sur une île argentine du fleuve Uruguay en face de la ville – l’île de la Caridad –, d’où ils assistèrent aux combats des jours suivants. Les navires européens leur vinrent en aide (fourniture de tentes...) et Urquiza fit parvenir de la nourriture depuis la province d’Entre Ríos. L’évacuation terminée, le bombardement reprit.
Les assiégés bénéficièrent de périodes de calme relatif à partir du 11 décembre. Parfois, ils lancèrent des attaques surprises permettant de s’emparer d’armes, de munitions et de vivres. Mais le nombre de défenseurs diminuait de jour en jour, la poudre commença à manquer et les conditions de vie se dégradèrent (on décida de rationner la nourriture). Le 13, le gouvernement signa un décret qui élevait Leando Gómez au grade de général et déclarait les défenseurs de Paysandú « héros de la Patrie » (« Beneméritos de la  Patria »). Le lendemain, une nouvelle fit renaître l’espoir parmi les assiégés : le gouvernement dépêchait une armée de secours sous les ordres du général Juan Saá, surnommé Lanza Seca.
À la surprise générale, les troupes de Flores abandonnèrent le siège de la ville le 20 décembre. En fait, le caudillo colorado allait à la rencontre de Saá pour l’empêcher de franchir le Rio Negro. Ce dernier préféra finalement rebrousser chemin en raison de la démoralisation de ses troupes et de la supériorité numérique de l’ennemi. Aussitôt, Flores regagna Paysandú.

## Un dénouement tragique

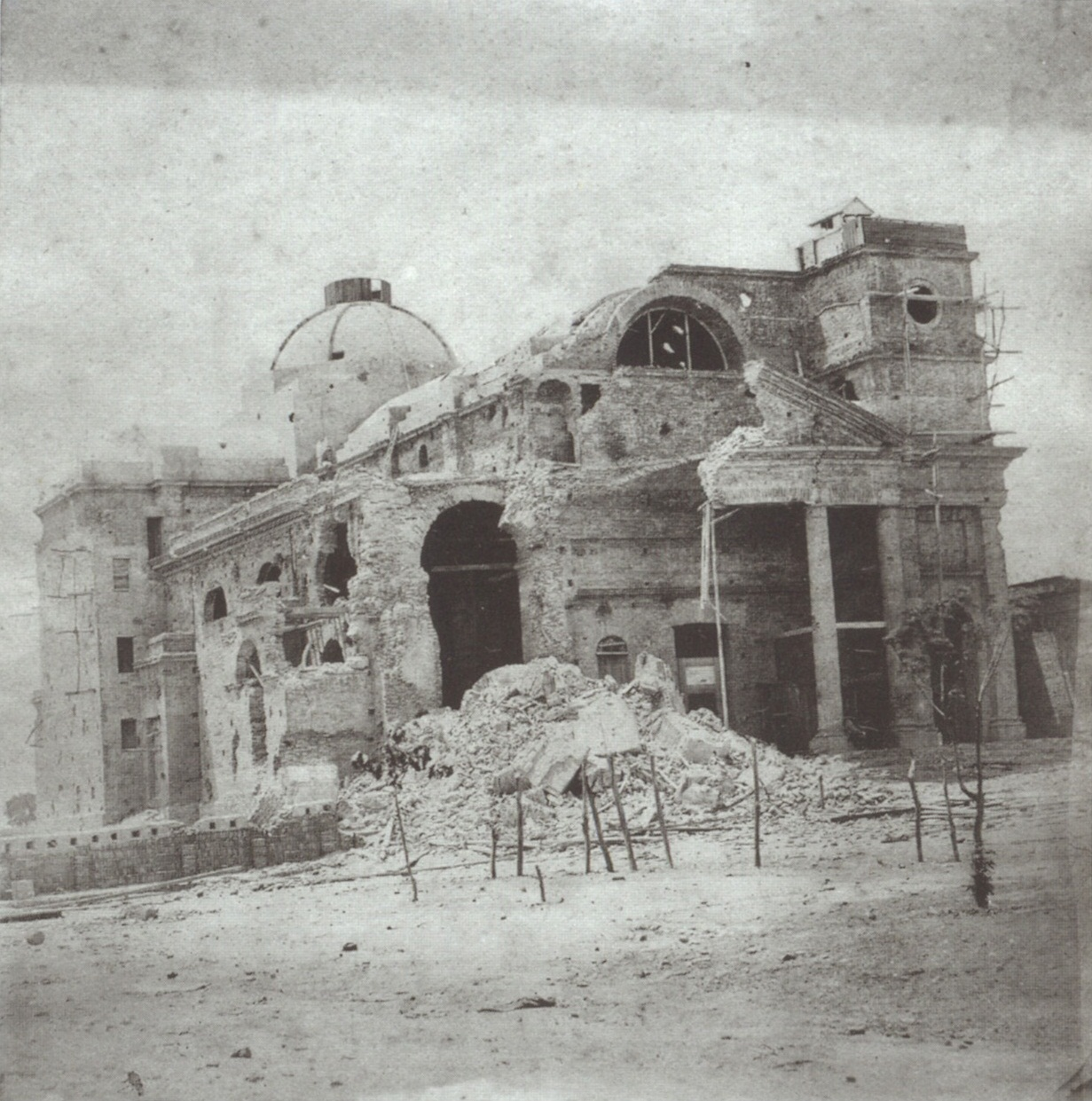
La basilique dévastée par les bombardements brésiliens.

Le 27 décembre, les défenseurs de la ville aperçurent des troupes à l’horizon. Ils crurent à l’arrivée du général Saá, mais très vite il fallut déchanter : environ dix mille Brésiliens, sous le commandement de Joao Propicio Mena Barreto, et de nouveaux canons venaient renforcer le camp des assiégeants. La chute de Paysandú était dès lors inévitable ; pourtant Leando Gómez refusa de déposer les armes.
Durant les journées du 29 et du 30, les assaillants préparèrent l’offensive finale. Le 31, au matin, un combat ininterrompu de 52 heures débuta : les assauts se succédèrent, alors qu’un déluge de feu s’abattait sur la ville. La place résista, mais elle n’était plus qu’un amas de décombres et seuls 500 combattants épuisés et affamés  luttaient encore. Parmi les victimes, de nombreux officiers tombèrent, notamment Lucas Píriz, Emilio Raña, Tristán Azambuya et Pedro Ribero.
Le matin du 2 janvier, le général Leandro Gómez demanda une trêve de huit heures pour enterrer les morts et  secourir les blessés. Durant les négociations, il ordonna de suspendre le feu et de hisser le drapeau blanc. C’est alors que, profitant de la confusion du moment, les assaillants pénétrèrent dans la place et s’en emparèrent. Un détachement brésilien captura Leandro Gómez et son état-major, mais un officier colorado – Fransisco « Pancho » Belén – exigea et obtint la remise des prisonniers après discussion et consultation de Leandro  Gómez qui manifesta le souhait de suivre son compatriote.
Mal lui en prit, car on le mena au général Gregorio « Goyo » Suárez – un ennemi juré des blancos – qui ordonna l’exécution des prisonniers. Leandro Gómez fut aussitôt fusillé sans procès, dans le jardin de la maison où il était détenu. Furent ensuite passés par les armes le commandant Juan María Braga puis les capitaines Eduviges Acuña et Federico Fernández. Seul Atanasio Ribero échappa à la mort ; le responsable du peloton d’exécution – touché par son jeune âge et sa force de caractère – lui sauva la vie. Les corps furent  ensuite exposés à la vue de tous, avant d’être jetés dans une fosse commune. Gregorio « Goyo » Suárez fit également procéder à l’exécution d’autres prisonniers, mais l’intervention de l’amiral argentin José Murature – évoquant un ordre contraire de Flores et Tamandaré – permit de limiter le massacre.

## Au lendemain de la chute de Paysandú

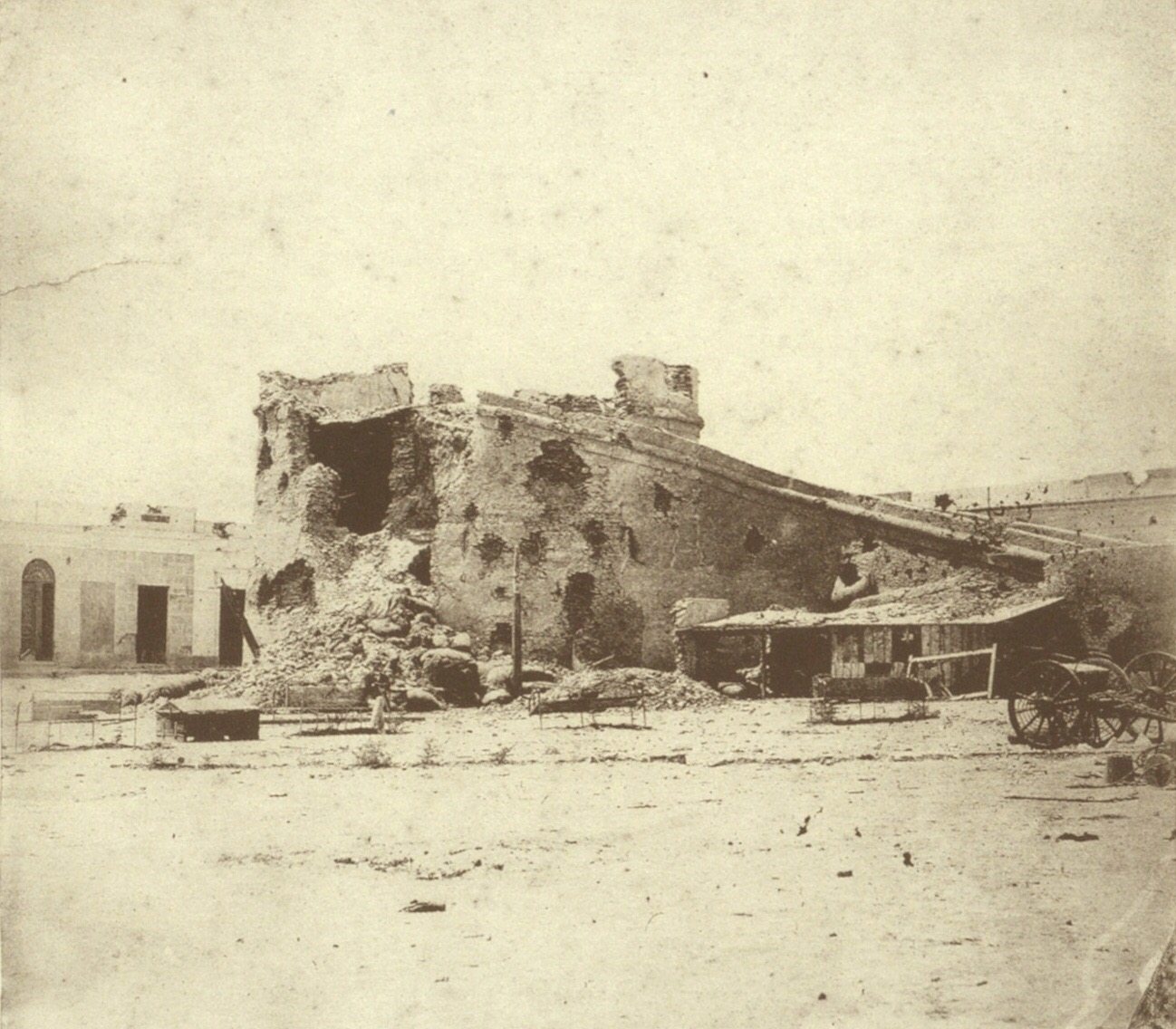
La tour du Baluarte de la Ley au lendemain de la chute de Paysandú.

Après la chute de Paysandú, Flores et ses alliés brésiliens se dirigèrent vers Montevideo, le dernier bastion blanco. Le 27 janvier, ils campaient sur le Cerrito de la Victoria (une colline dans les faubourgs de la capitale) alors que l’amiral Tamandaré organisait le blocus naval de la ville à partir du 2 février. 
Malgré une situation désespérée, le président Aguirre refusa de céder. Mais à la fin de son mandat, le 15 février, son successeur Tomás Villalba envoya un émissaire pour négocier une capitulation honorable et éviter un bain de sang. Finalement, Manuel Herrera y Obes (le représentant du nouveau président), Flores et Silva Paranhos (l’envoyé de Rio de Janeiro) signèrent un accord le 20 février, jour anniversaire de la bataille d’Ituzaingó. La guerre était terminée, Flores prenait la tête d’un « gouvernement provisoire » – en réalité une dictature – et les troupes impériales défilaient le jour même dans les rues de Montevideo.
Mais le soutien brésilien et portègne n’était pas sans contreparties. Le 1er mai 1865, Flores signa avec ses deux puissants voisins un traité d’alliance dirigé contre le Paraguay.  À peine sortie d’une guerre civile, l’Uruguay se lançait dans un nouveau conflit : la guerre de la Triple-Alliance. 

## La légende
En 1886, le président de la République Máximo Santos – qui cherchait à se gagner l'appui des deux grandes formations politiques uruguayennes de l’époque – décida de rendre les honneurs militaires à leurs figures emblématiques : les victimes du Massacre de Quinteros pour les colorados et Leandro Gómez pour les blancos. 
L’historiographie officielle, la littérature, la poésie et la musique populaire ont souvent repris l'épisode de la Défense de Paysandú, le transformant en véritable légende. Ils l’ont inscrit dans la mémoire orientale comme un moment épique, dont le tragique et héroïque final constitue une référence pour tous les Uruguayens, au-delà de leurs divisions politiques. Parmi les chansons dédiées à la population sanducera et à tous les Orientaux, la Heroica Paysandú du payador argentin Gabino Ezeiza reste la plus célèbre. Elle a donné lieu à de nombreuses interprétations, notamment celles du duo Carlos Gardel - José Razzano et de l'acteur argentin Marino Seré dans le film El último payador (1950) des réalisateurs Homero Manzi et Ralph Pappier. 
L’ouvrage Episodios Históricos du journaliste Rómulo Rossi, publié à Montevideo en 1923, offre un récit détaillé de la Défense de Paysandú. En 2002, le roman historique No robarás las botas de los muertos – qui évoque le siège de Paysandú – de l’écrivain uruguayen Mario Delgado Aparaín a connu un réel succès et reçu le prix Bartolomé Hidalgo.

## Source
- (es) Cet article est partiellement ou en totalité issu de l’article de Wikipédia en espagnol intitulé « Defensa de Paysandú » (voir la liste des auteurs).